# カルメル山
カルメル山（カルメルさん、ヘブライ語: הר הכרמל, ラテン文字転写: Har Ha-karmel、アラビア語: جبل مار إلياس, ラテン文字転写: Jabal mār ʾilyās）は、イスラエル北部のハイファ地区ハイファに所在する山であり、南北39kmにわたって広がる丘陵地である。
古人類学・考古学上、人類の進化を示す遺跡の所在地であり、ムスティエ文化に属するネアンデルタール人類の洞窟遺跡が発見されているほか、中石器時代のナトゥーフ文化に属する遺跡がある。また、諸宗教の聖地とされており、カトリック教会の修道会であるカルメル会発祥の地である。カーメル山と表記されることもある。

## 地理
イスラエルの北西部にある山で、地質学的には多くの種類の岩石がある。主な岩石は石灰岩、苦灰岩とチョークであるが、海底火山の噴火の痕跡も見られる。
山には半乾燥環境の硬葉樹林があり、アレッポマツ、セイチガシ、タルボガシなどの樹種が多い。崖の上にはニワシロユリ、山には10種類以上のランが生えている。西側の地中海岸には岩石海岸と砂浜海岸があり、岩石海岸には珍しいクルカルの礁石があり、砂浜海岸はアカウミガメとアオウミガメの営巣地である。また、ムジハラファイアサラマンダーが生息しているほか、ノロジカ、ダマジカ、シロエリハゲワシ、エジプトハゲワシ、ボネリークマタカの再導入も行われる。
ユネスコの生物圏保護区にも指定されている。

## 人類の進化を示す遺跡

### 旧石器時代の人類遺跡

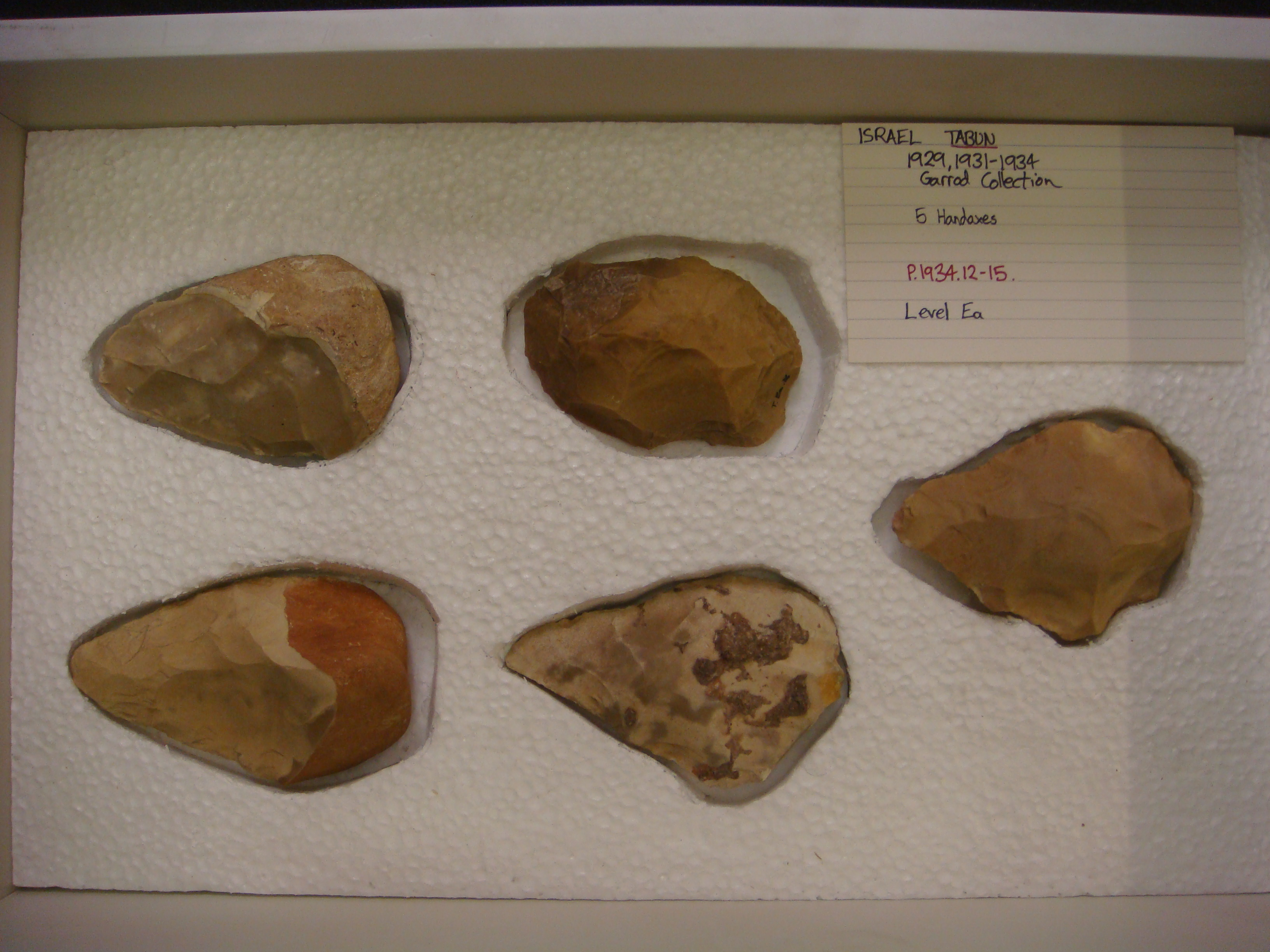
タブーン洞窟遺跡で発見されたネアンデルタール人類の石斧／イギリスはロンドンの大英博物館所蔵。

2度目の出アフリカ（人類の揺籃地であるアフリカ大陸からユーラシア大陸への進出。cf. アフリカ単一起源説）を果たしたいくつかの亜種からなる化石人類（ホモ・エレクトゥス、ホモ・ハイデルベルゲンシス、ホモ・サピエンスなど）にとっては、重要な通過地点の一つであったと考えられる。アフリカ大陸の外で発見された最も古いホモ・サピエンスである可能性を主張されている化石人類の化石（胸の上に猪の顎骨を置かれて埋葬された成人男性の頭蓋骨化石）もカルメル山南麓にあるスフール洞窟遺跡（約10万年前）からもたらされている。また、逆に、ヨーロッパ大陸発祥であるネアンデルタール人類（ネアンデルタール人の系統人類、Neanderthal-type）の一種と見られるタブーン人 (Tabun man) の化石と生活痕（ムスティエ文化に属する）も、タブーン洞窟遺跡（約12万年前）から発見されていて、アフリカ近くにまで南下してきた北方系古人類も到達していたことが分かっている。このタブーン人は、米英合同の調査チームが1929年から1934年にかけての発掘調査で発見したもので、成人女性の全身骨格1体と成人男性の下顎骨1個である。なお、先のホモ・サピエンスかも知れない古人類の遺跡とタブーン洞窟はわずか50m程度しか離れていない。

### 中石器時代の遺跡
ナトゥーフ文化は、最終氷期の終了と共に西アジアで旧石器時代終末期に現れた中石器文化であり、西アジアにあるワディ・アン・ナトゥーフ遺跡を標式地とした、紀元前10500年から紀元前8300年まで栄えたものであるが、カルメル山麓にあるエル＝ワド洞窟の遺跡もその一つである。この遺跡からは、細石器を中心とした打製石器や骨製の装身具を始め、定住生活の傾向や農耕の兆しが見出せる。

## 諸宗教の聖地
エリヤが、バアルの預言者達と対決して、破った場所とされる。
キリスト教の聖地の一つである。このため19世紀にはキリストの再臨を信じるドイツ人が入植地 (cf. en:German Colony, Haifa) を建設し、その際に建設された発電所や工場がハイファの近代化の先駆けとなった。

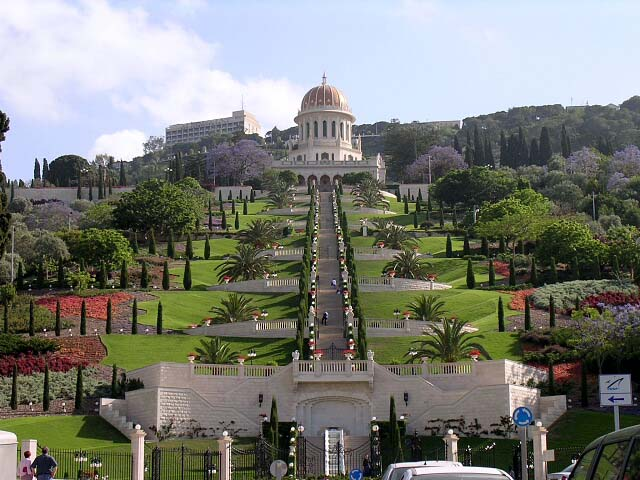
バハイ信教の聖地であるバブの廟と庭園

19世紀後半にはバハイ信教の本拠 (Baháʼí World Centre) がカルメル山周辺に置かれた。20世紀初頭には、バハイ信教の創始者バハオラの先駆者にあたるバーブ（バーブ教の創始者）の亡骸がカルメル山に移され、廟 (Shrine of the Báb) が造営された。宗教の本部にあたる「万国正義院」も置かれている。これらの施設は聖地とされ、巡礼地 (Baháʼí pilgrimage) となっている。カルメル山にあるものを含めたバハイ信教の聖地群は2009年に世界遺産「ハイファと西ガリラヤのバハイ教聖地群」に登録された。

## 山火事
カルメル山の山火事（英語: Mount Carmel forest fire (2010)）

## ギャラリー

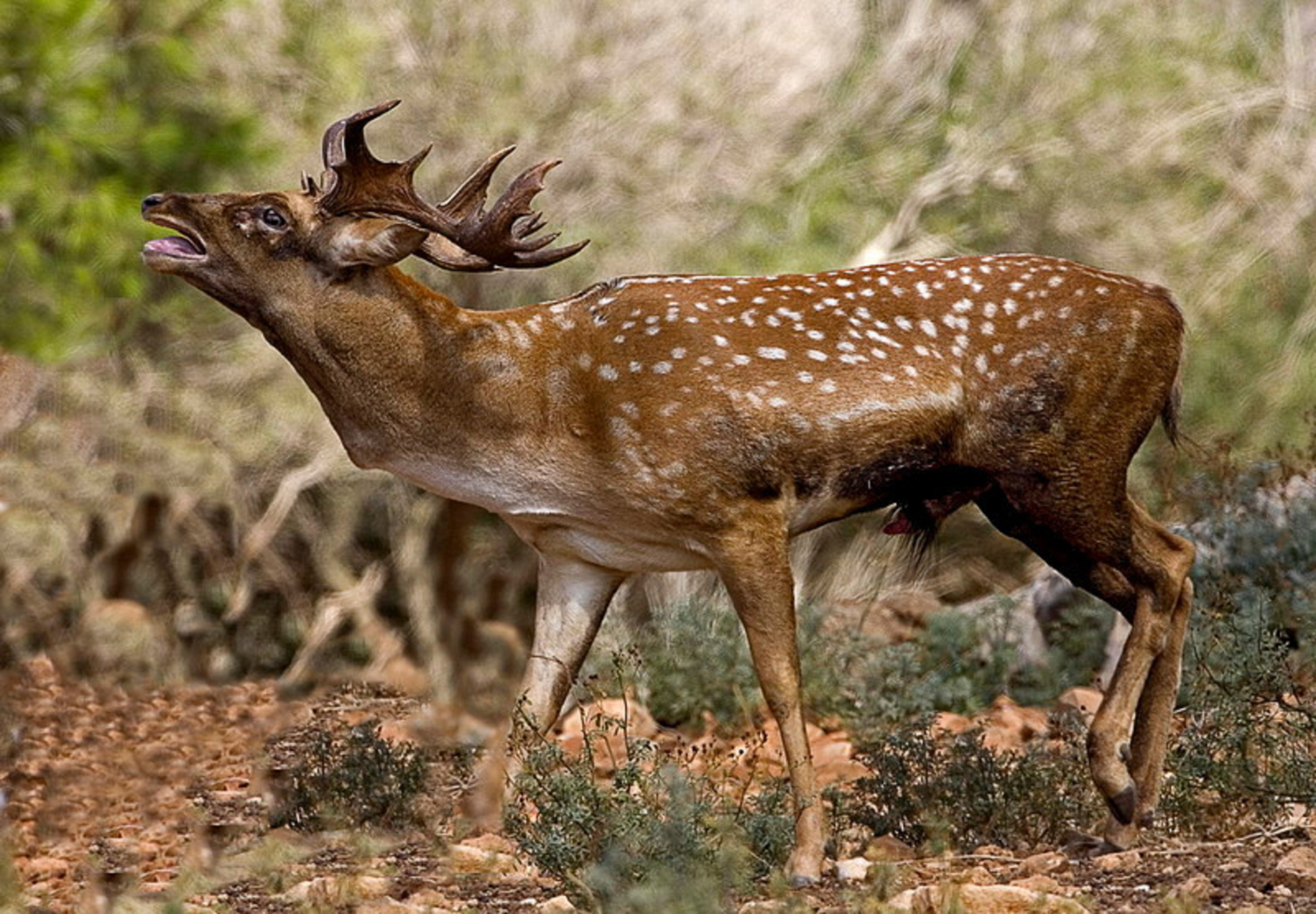
ペルシャダマジカ
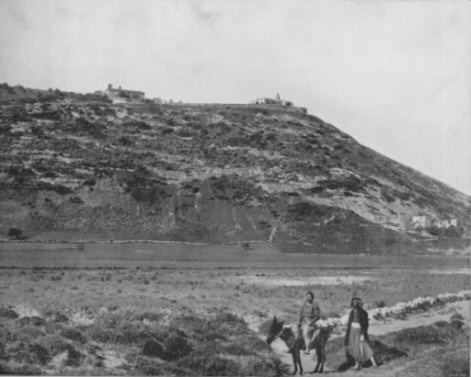
カルメル山／1894年撮影。